# Stefansgade
Stefansgade er en ca. 750 meter lang sidegade til Nørrebrogade og Borups Allé på Ydre Nørrebro i København. Den populære gade, der ligger lige op af Nørrebroparken, huser en række forretninger og caféer, samt et af Københavns ældste værtshuse – Café Lille Peter. 
Stefansgade var kendt som Havremarksvej indtil 1874. Her byggede man Sankt Stefans Kirke på hjørnet af Nørrebrogade og Havremarksvej, og vejen tog snart navn efter kirken. Sankt Stefan var én af apostlenes første hjælpere og fungerede som fattigforstander i Jerusalem. Han regnes for den første kristne martyr.
I perioden 2006-2007 blev Stefansgade forskønnet. Målet var at mindske den gennemkørende trafik og gøre gaden mere sikker for cyklister. Dertil kom en generel forskønnelse af gaden med flere træer, renovering af butiksfacaderne, bedre belysning og et mere frit udsyn til Nørrebroparken.

## Bryggeriet Hafnia
Bryggeriet Hafnia opstod i 1898 ved en sammenslutning af tre mindre bryggerier, blandt andet Bryggeriet Stefan, der var stiftet i 1895 af H.C. Meyer. Sammenslutningen tog navnet Københavns Bryggerier og Malterier og etablerede sig på Dronning Olgas Vej på Frederiksberg. Bryggeriet blev i en årrække forpagtet ud til Arbejdernes Bryggeri, der senere blev kendt som Bryggeriet Stjernen.
I 1907 blev ejendommen på Dronning Olgas Vej overtaget af Arbejdernes Bryggeri. Kjøbenhavns Bryggerier og Malterier skiftede navn til Bryggeriet Hafnia og flyttede til Stefansgade nr. 51. Herfra fortsatte driften til 1939 . Efter nedrivningen af bryggeriet blev boligkomplekset Stefansgården opført på stedet.